# Левченко, Александр Михайлович
Александр Михайлович Левченко (укр. Олександр Михайлович Левченко; род. 3 ноября 1963, Киев) — украинский дипломат. Чрезвычайный и Полномочный Посол Украины в Республике Хорватия (2010—2017) и Боснии и Герцеговине (2011—2017) (по совместительству). Чрезвычайный и Полномочный Посланник 2-го класса. Член союза дипломатов Украины, почетный профессор Украинской академии налоговой службы.

## Биография
Родился 3 ноября 1963 года в Киеве.
В 1985 году с отличием окончил исторический факультет Киевского государственного университета им. Т. Г. Шевченко.
В 1984—1985 годах учился на философском факультете Белградского университета.
В 1990—1993 годах учился в аспирантуре Института социально-экономических проблем зарубежных стран АН Украины.
В 1997—1999 годах учился в Дипломатической академии МИД Украины, окончил с отличием (магистр внешней политики).
В 2003 году окончил Украинскую академию внешней торговли (магистр менеджмента внешнеэкономической деятельности).
В 1985—1992 годах — на преподавательской и административной работе в органах образования Киева, с марта 1992 года — на дипломатической службе.
В 1992—1993 годах — третий секретарь Управления двусторонних отношений МИД Украины.
В 1993—1997 годах — вице-консул Генконсульства Украины в Белграде, первый секретарь Посольства Украины в Югославии.
В 1999—2002 годах — начальник отдела информационно-аналитической работы Управления информации, и. о. заместителя начальника управления анализа МИД Украины.
В 2002—2006 годах — советник Посольства Украины в Хорватии, заместитель руководителя дипмиссии.
С февраля 2006 по июль 2007 года — заместитель Постоянного Представителя Президента Украины в АР Крым.
В 2007—2010 годах — замдиректора, и. о. директора Четвёртого территориального департамента МИД Украины.
С 1 сентября 2010 по 23 января 2017 года — Чрезвычайный и Полномочный Посол Украины в Республике Хорватия, верительные грамоты вручил 18 ноября 2010 года.
С 1 сентября 2011 по 23 января 2017 года — Чрезвычайный и Полномочный Посол Украины в Боснии и Герцеговине по совместительству.
Владеет хорватским, английским, сербским и русским языками.
Женат, имеет дочь.